# إدارة إستراتيجية
الإدارة الاستراتيجية هي علم وفن يهتم بتشكيل وتنفيذ وتقييم القرارات الوظيفية المتداخلة التي تمكن المنظمة من تحقيق أهدافها حيث تركز على تحقيق التكامل بين وظائف الإدارة والتسويق والتمويل والإنتاج والبحوث والتطوير ونظم معلومات الحاسب الآلي وذلك بغرض تحقيق نجاح المنظمة. يكمن جوهر الإدارة الاستراتيجية في التخطيط طويل المدى الذي يهدف إلى تخصيص الموارد وصولاً إلى أهداف معينة
تعريفات لبعض المصطلحات في الإدارة الاستراتيجية:
1. غرض المنظمة: يمكن تعريفه بأنه (الدور الأساسي للمنظمة والذي يتم تعريفه بواسطة كل الأطراف صاحبة المصلحة والتي تتحمل المخاطرة بالتعامل معها).
2. الأطراف أصحاب المصلحة: يعرف (بأنه أي طرف له مصلحة ويتحمل المخاطرة بشأن وضع المنظمة في المستقبل).
3. رسالة المنظمة: (هي تلك الخصائص الفريدة في المنظمة والتي تميزها عن غيرها من المنظمات المماثلة لها).
4. الأهداف: (تمثل تلك الأهداف المتوسطة والتي تحتاج اليها المنظمة لكي تترجم رسالتها الفلسفية إلى مصطلحات محددة).

## مراحل الإدارة الاستراتيجية

### هدف الاستراتيجية
- إعداد رسالة المنظمة.
- تعريف الفرص والتهديدات الخارجية.
- تحديد نقاط القوة والضعف الداخلية.
- وضع الأهداف طويلة الأجل.
- التوصل إلى الاستراتيجيات البديلة.
- اختيار الاستراتيجيات التي يتم تنفيذها ومتابعتها.
- تحديد مجالات الأعمال الجديدة التي يمكن الدخول فيها.
- تحديد الأنشطة التي يجب التوقف عن أدائها.
- كيفية توزيع الموارد.
- تحديد التوسع من خلال العمليات، أم من خلال التنويع.
- تحديد الدخول لأسواق عالمية، أم التكامل مع شركات أخرى.

### القضايا الاستراتيجية العامة
1. خلق التطابق بين الاختيار الاستراتيجي والهيكل التنظيمي
2. حضارة المنظمة ومراكز القوة والأدوار السياسية داخل المنظمة
3. القيادة وتحقيق الأغراض
4. إعداد السياسات الوظيفية المتخصصة

### تنفيذ الاستراتيجية
- تحديد الأهداف السنوية.
- وضع السياسات.
- تحفيز العاملين.
- تخصيص الموارد.
- تنمية الوعي والبيئة المساندة للاستراتيجيات.
- خلق هيكل تنظيمي فعال.
- إعادة توجيه الجهود التسويقية.
- إعداد الميزانيات.
- تطوير واستخدام أنظمة المعلومات.

### تقييم الاستراتيجية
- مراجعة العناصر الداخلية والخارجية.
- قياس الأداء.
- اتخاذ الإجراءات التصحيحية.

## الجذور المعاصرة للإدارة الاستراتيجية
يعود الاهتمام بالإدارة الاستراتيجية إلى الخمسينيات من القرن الماضي، وظهرت مفاهيم التخطيط الاستراتيجي والاستراتيجية. الإدارة الاستراتيجية: مجموعة من القرارات والممارسات التي تصدر من أعلى مستوى في المنظمة لاتخاذ القرارات على أعلى مستوى.
الاستراتيجية: خطة شاملة تحدد كيفية تحقيق الأهداف المستقبلية
تكمن أهمية الاستراتجية بالتنبؤ بالمستقبل
يعود الفضل في الاستراتيجية للعالمين:
1. سشتر: ركز على المهام
2. شاندلر: ركز على البناء التنظيمي والهيكلي

التحليل الاستراتيجي
- التصميم
- التطبيق
- التقييم

من خلال البيئة الخارجية والبيئة الداخلية.
- التخطيط
- الأهداف
- الرسالة
- الخطط الاستراتيجية

تنفيذ الاستراتيجية من خلال برامج
- الإجراءات
- الموازانات
- تقييم الأداء بغرض التصحيح

البيئة الخارجية
```
* بيئة المهام: لها علاقة مباشرة بقرارات المنظمة
```

- البيئة العامة: لها علاقه غير مباشرة بقرارات المنظمة

البيئة الداخلية
- الهيكل
- الثقافة
- الأفراد
- عناصر القوة والضعف

### نماذج الاستراتيجية ونظرياتها

#### أولاً: نموذج جامعة هارفارد
هو النموذج الأهم ويمثل مجموعة من التنظيمات والقرارات والسياسات لتقديم المنتجات والخدمات
التوازن بين الموارد المتاحة والبيئة لتحقيق التوازن الاستراتيجي
- --- البيئة الخارجية *** البيئة الداخلية ----

يتكون هذا النموذج من قسمين:-
1. التخطيط (بناء الإطار الاستراتيجي)
  1. تحديد الفرص
  2. تحديد الإمكانيات
  3. الأساليب الإدارية المتبعة
  4. المسؤولية الاجتماعية
2. التنفيذ (السير حسب ماهو مخطط له)
  1. البناء التنظمي الهيكلي يحدد الواجبات والمسؤوليات والمهام
  2. تسيير العمليات التنظيمية السلوكية
  3. تسيير العمل اليومي
  4. القيادة العليا للمنظمة (نوع القيادة)

#### ثانياً: نموذج استراتيجة التنافس (مايكل بورتر)
يرجع هذا النموذج النجاح والفشل إلى خمسة عناصر ضمن البيئة التنافسيه:
- القوة النسبية للمشترين
- القوة النسبية للمزودين: (بالمواد الخام-رأس المال-الأفراد)
- خطر المنافسين الجدد
- مستوى التنافس الحالي
- التخطيط للمنتجات البديلة

متى تنشأ الميزة التنافسية للمنظمة؟: عندما تتوصل المنظمة لطرق جديدة لا يستخدمها المنافسون وتكون مختلفة عن الطرق السابقة المستخدمة.
كيف تستطيع المنظمة مقاومة خطر المنافسين الجدد؟
1. تنويع المنتجات
2. زيادة رأس المال
3. الاستفادة من الإنتاج الواسع
4. امتلاك قنوات توزيع فاعلة

#### ثالثاً: نموذج أصحاب المصالح stakeholders
أ- علاقه قريبة ب- علاقة بعيدة أصحاب المصالح:-
1. المساهمين
2. المستهلكين
3. الحكومة
4. المجتمع المحلي
5. نقابات العمال
6. المنافسون
7. الموظفون
8. المقرضين

#### رابعاً: نموذج عملية التخطيط
يركز على اتخاذ القرارات: النجاح والفشل
يدعو للتكيف الاستراتيجي لحل اشكاليات النجاح والفشل
محدودية القدرات
ليس بالضرورة أن يصيب القرار دائماً
للتغلب على هاتين المشكلتين نعتمد الآتي:-
إدارة الخطة بشكل مدروس ومعمق
كيف تبنى الخطة؟
1. وضع الأهداف على كافة المستويات
2. صياغة البدائل الاستراتيجية
3. تحليل عوامل القوة والضعف
4. اختيار البديل الانسب

#### خامساً: نموذج الأبعاد السبعة
(S7) بيتر & ولترمان البحث عن التميز
1. البناء التنظيمي STRUCTURE
2. الاسترتيجية STRATEGIC
3. المهارات SKILLS
4. الموارد البشرية STAFFING
5. الاساليب الإدارية المتبعة STYLE
6. النظام المعمول به (الأنظمة الرقابية) SYSTEMIC
7. الغايات super

### ثانياً: الإدارة العليا Top Management
إصدار القرارات _____ تتعامل مع المستقبل بطريقه شمولية
صفات القرارات الاستراتيجية:-
1. تمتاز بالندرة (قليلة وليس لها سوابق)
2. التكلفة العالية
3. تمتاز بالريادة __ المظلة لباقي القرارات الأخرى الأقل أهمية

#### فعالية الإدارة الاستراتيجية
تعتمد على التجارب العملية الميدانية، بالإضافة إلى أنها تعتمد على الأفكار الأكاديمية لتحقيق أهداف المنظمة على المدى البعيد
هناك علاقة ايجابية بين الأداء والإدارة الاستراتيجية
مستويات الإدارة الاستراتيجية يجب أن تتناسب مع المستوى الإداري
| # | المستوى                | التطبيق        | الهدف                                                      |
| - | ---------------------- | -------------- | ---------------------------------------------------------- |
| 1 | إستراتيجية عليا        | الإدارة العليا | تحديد المزيج الإنتاجي والتوجه الاستراتيجي للمنظمة بشكل عام |
| 2 | الاستراتيجية الوظيفية  | الإدارة الوسطى | وتحقيق الميزه التنافسية                                    |
| 3 | الاستراتيجية التشغيلية | الإدارة الدنيا | تعظيم إنتاجية الموارد بشكل كبير                            |

المزيج الإنتاجي: جميع القرارات المتعلقة بالسلعة من حيث الشكل والمضمون والتسويق والمكونات وغيرها
الاستراتيجية العليا
- يركز على النشاطات العامة
- التسويق والمنتجات والأسعار
- التدفقات المالية
- علاقة المنظمة مع البيئة الخارجية
- فتح الأسواق الجديدة
- اتخاذ القرارات ورصد الأهداف والاستراتيجيات

الاستراتيجية الوظيفيه
هدفها: تحسين القدرة الإنتاجية
تمنحها الإدارة العليا جزء من الاستقلالية حتى تعمل إستراتيجية خاصه بها
الاستراتيجية التشغيليه
تعظيم إنتاجية الموارد وا التعامل مع الآلة والأشياء، تحتاج إلى فن لاستغلال الطاقة وزيادة فاعليتها ورفع الأداء
المهارات المطلوبة على المستويات الاستراتيجية
يقول العالم KTZ تعتمد الإدارة الناجحة على وجود المهارات
1. المهارات الفكرية
2. المهارات الإنسانية
3. المهارات الفنية

- الإدارة العليا: التفكير والتخطيط والقرارات السليمه وحل المشكلات والصراعات وإدارة الأزمات
- الإدارة الوسطى: فن التعامل مع الآخرين - الإنجاز والعمل كفريق واحد
- الإدارة الدنيا: التعامل مع الأدوات والعاملين والتكنولوجيا وصيانة الآلات لتعظيم إنتاجيتها

#### صلاحيات الإدارة العليا
الإدارة العليا: مجلس الإدارة + المدير العام (القوة التنفيذية) ومساعديه
يتمتع المدير العام بمجموعة من الصلاحيات الهامة:-
القيام بالمهام الهامة ذات العلاقة بالحاضر والمستقبل، قام العالم هنري سبردنغ بالبحث واستنتج بمايلي، الأدوار الهامة التي يقوم بها المدير
1. أن يتمتع بالشخصية الاعتيادية والقانونية والرمزية ويقود الفعاليات
2. يقوم بدور القائد يهتم بالآخرين من خلال التوجيه والاهتمام.
3. يقوم بدور ضابط الارتباط (حلقة الوصل مع الغير)
4. يقوم بدور المراقب (يجمع المعلومات ويمررها للمرؤوسين
5. يقوم بدور ضابط الاتصالات
6. الناطق الرسمي باسم المنظمة
7. يقوم بدور مدير الأزمات وحل الاشكاليات.
8. يقوم بدور آمر الصرف (صرف الموارد)
9. يقوم بدور التفاوض
10. تزويد المنظمة بالدور القيادي
11. إدارة عملية التخطيط الاستراتيجي
12. ممارسة عملية اتخاذ القرارات الاستراتيجية

#### نماذج مجلس الإدارة
- النموذج التقليدي: يستمد شرعيته من الحقوق القانونية للمالكين تسمح لاصحاب رؤوس المال بالتصرف بأموالهم

أصحاب رأس المال هم المسيطرون على المنظمة
- أصحاب رأس المال
- مجلس الإدارة
- المدير العام ومساعديه
- الموظفون
- نموذج المشاركة

المنظمة يحكمها أ- أصحاب رؤوس المال ب- أصحاب الجهد
تستمد شرعيتها من خلال الحقوق الملكية الخاصة ومن خلال الجهد الذي يقوم به العاملون
الجانبان يواجهون مخاطر
- أصحاب رأس المال: يواجهون مخاطر الفشل في الاستثمارات
  - الحل: تنويع الاستثمارات
- أصحاب الجهد: خطر الأمن الوظيفي (الاستغناء عن الخدمات)
  - الحل: بذل المزيد من الجهد

أصحاب رأس المال + أصحاب الجهد
1. مجلس الإدارة
2. مجلس الإشراف له دور تشريعي ورقابي
3. مجلس إدارة دور رقابي وتنفيذي
4. الإدارة التنفيذية
5. الموظفون

#### نموذج أصحاب المصالح
كل من يتاثر بالمؤسسة يجب أن يشارك بالقرارات، الشخص الذي نادى بهذا النموذج هو اللبناني الأصل رالف نادر، هذا النموذج صعب التطبيق في الحياة العملية
- ممثلين عن اصحاب المصالح
- مجلس الإدارة
- الإدارة التنفيذية
- الموظفون

#### مهام مجالس الإدارة
دور تشريعي ورقابي
دور في عملية الإدارة الاستراتيجية
1. أحكام الرقابة على موارد المنظمة
2. تعيين المدير العام ومدراء الدوائر والاستغناء عن الخدمات
3. الموافقة أو التعديل أو رفض الخطة الاستراتيجية والرسالة التي يضعها المدير العام
4. ممارسة الرقابة على الإدارة العليا والتأكد من أن أعمالها تنسجم مع القوانين والأنظمة المعمول بها في الدولة
5. دراسة القرارات الاستراتيجية
6. لفت نظر المدير العام إلى أمور قد أغفلها

يجب أن يكون التكامل بين مجلس الإدارة والمدير العام
المديرون + مجلس الإدارة = قيادة المنظمة الاستراتيجية (هذا التفاعل ينبثق عنه مجموعه من الأساليب الإدارية الاستراتيجية الهامة)
الأساليب الإدارية الاستراتيجية الهامة:
- إدارة المشاركة
- الإدارة التنفيذية
- الإدارة الاستراتيجية
- الإدارة التفويضية
- الإدارة التشريعية

السيطرة لمجلس الإدارة وضع الأهداف والخطة من قبل مجلس الإدارة
إدارة تنفيذية
المدير العام يمارس الإدارة والاشراف ويوافق مجلس الإدارة على القرارات
إدارة المشاركة
أكثر الاساليب فاعلية الكل يساهم برسم الاستراتيجيات
كيفية اتخاذ القرار الاستراتجي
هناك ثلاثة فلسفات تحكم القرار الاستراتيجي
1. فلسفة المستمر "فلسفة ريادية "همه الرئيسي تعظيم الربح واقتناص الفرص من خلال البيئة الخارجية والهدف التركيز على الربح اضافه لذلك الاهتمام بالمسؤولية الاجتماعية
2. فلسفة رد الفعل أسلوب إداري غير صحيح لأن ينتطر حدوث المشكلة استخدام رد الفعل كاسترتيجية بديلة
3. الفلسفة التخطيطية أفضل أنواع الفلسفة استخدام الخبراء في رسم الاستراتيجيات.

نموذج الإدارة الاستراتيجية 
Strategic management model التحليل الاستراتيجي التصميم (الصيانة) التطبيق (التنفيذ) التقييم من خلال البيئة الخارجية والبيئة الداخلية
التخطيط، الأهداف الرسالة الخطط الاستراتيجية تنفيذ الاستراتيجية من خلال برامج الإجراءات الموازانات تقييم الأداء بغرض التصحيح.
```
بيئة الأنظمة Environment organization
1- البيئة الداخلية ومكوناتها (البناء التنظيمي، الثقافة التنظيمية، الموارد)
```

1. البيئة الخارجية وتتكون من:-

```
أ- بيئه عامة مثل القوى الاقتصادية والقوى السياسية والاجتماعية والقانونية والتكنولوجية 
```

ب- بيئه خاصة (التعامل المباشر) هي التي تتعامل بشكل مباشر مع المنظمة مثل المستهلكين والموردين والموزعيين والبنوك والمساهمين والمجتمع المحلي والوسطاء والحكومة
البيئة العامة General environment
```
*القوى الاقتصادية: تدرس البيئة الاقتصادية من خلال ثلاث مفاهيم:-
أ- التضخم: انخفاض القوى الشرائية للعملة بسب ارتفاع الأسعار
ب- الركود: تكدس البضائع
ج- النمو: زيادة المبيعات والأرباح
```

الديموغرافية: لها علاقه بالسكان
الفئات العمرية التي يتكون منها السكان
العمالة الوافدة تفضيلات السكان للمنتج
هجرة السكان: تهتم المنظمة بذلك من خلال الايدي العاملة والقوه الشرائية 
```
القوة السياسية
```

ماهو الجو السياسي للدولة علاقة الدولة مع الدول الأخرى
الاستقرار السياسي
القوة القانونية
كيف تؤثر القوانين على المنظمة
مثل قانون ضريبة الدخل وقانون تشجيع الاستثمار، قانون العمل.الخ
القوة التكنولوجية
هل تستخدم المنظمة التكنولوجيا الحديثة والمتطوره لكي تستطيع مواكبة العصر من اجل تحقيق الميزة التنافسية
القوة الاجتماعية
لها علاقه بحياة الناس والنظام السائد المحيط بالمنظمة
مثلا المجتع العشائري، المجتمع المؤسسي، المجتمع الأسري …..الخ
القوة التعليمية: ماهو مستوى التعليم في المجتمع القوة الأخلاقية: أخلاقيات العمل
البيئة الداخلية (نقاط القوة، نقاط الضعف)
لابد من تحقيق التوازن الاستراتيجي ما بين قدرة المنظمة على اغتنام الفرص وتجنب المخاطر وما بين نقاط الضعف ونقاط القوة في المنظمة
A- البناء التنظيمي
الهيكل التنظيمي للمنظمة
أنواع البناء التنظيمي (الهيكل التنظيمي)
```
أ- 
هيكل بسيط
: يتناسب مع منظمة صغيرة الحجم
ب- 
هيكل وظيفي
: يتناسب مع المنظمات الكبيرة ذات المنتج الواحد
```

ج- هيكل وحدات الأعمال: يتناسب مع المنظمة متعددة المنتجات
B- الثقافة التنظيمية Organizational culture
مجموعه من القيم والعادات والتوقعات والمبادئ والرموز والإشارات التي يعتنقها جميع العاملين في المنظمة
ماهي الفوائد التي تقدمها التقافه التنظيمية؟
1. تمنح العاملين الهوية الخاصة المتميزه
2. تساعد على تنمية الولاء والانتماء للمنظمة
3. تعمل على تعميق الاستقرار الداخلي للمنظمة
4. تشكل مرجعية هامة

```
أنواع الثقافة Kinds of culture
```

1. ثقافة القوة 2- ثقافة الدور 3- ثقافة المهمة 4- الثقافة الشخصية

C- الموارد المتاحه
1. الموارد التسويقية: تنمية وإدارة الطلب على المنتج

استغلال الطاقات البشرية المؤهلة
1. الموارد المالية: إدارة مصادر الأموال، كيفية الحصول على الأموال، الموازنة بين الموارد المالية والخطط الاستراتيجية
2. موارد البحث والتطوير: مجارات التكنولوجيا الحديثة، تشجيع الابتكار

الوصول إلى ما يسمى نقطة الكفاءة التكنولوجية
1. الموارد البشرية:

الموازنة والموائمة بين الافراد والوظائف
اختيار العاملين وتدريبهم
تقييم أداء العاملين
توجيه العاملين من خلال التحفيز والترغيب والترهيب
1. نظم المعلومات الإدارية:

يساعد متخذ القرار على اتخاذ القرارات الصحيحة في الوقت الصحيح
خصائص نظم المعلومات الإدارية التي يجب أن تتمتع بها:-
أن يكون قادراً على جلب المدراء إلى النقاط الحرجة التي تقود إلى النجاح والفشل
أن يكون قادراً على توفير معلومات حديثة في الوقت المناسب
أن يكون قادراً على تحويل البيانات إلى معلومات